# Metzner Ernő
Metzner Ernő (Szabadka, 1892. február 25. – Hollywood, 1953. szeptember 25.) festőművész, grafikus, filmrendező, kosztüm- és díszlettervező. Felesége Grace Chiang (1933-) színésznő volt.

## Életpályája
Metzner Henrik (1862–1950) és Mandl Laura (1864–1945) gyermekeként született. 1915–1916 között a Nemzeti Szalonban jelentek meg művei. 1917–1918 között a Képzőművészeti Főiskola diákja volt. 1918-ban a Nagybányai művésztelepen dolgozott, ahol Réti István segítette. 1918-ig az első világháborúban szolgált. 1920-tól Németországban dolgozott díszlettervezőként dolgozott. 1927–1929 között több saját filmet is rendezett. 1928-ban Budapesten, a Józsefvárosban házasságot kötött Herzog Grácia Veronikával. 1934–1937 között Angliában dolgozott. 1941–1947 között Hollywoodban dolgozott.
1953. szeptember 25-én hunyt el szívrohamban.

### Munkássága
Számos expresszionista film kosztümjeit és látványvilágát tervezte, köztük Robert Wiene, Ernst Lubitsch és Georg Wilhelm Pabst alkotásaiét. Rendezőként fő műve a Rablótámadás (Polizeibericht Überfall), amelyet ma az avantgárd film egyik klasszikusaként tartanak számon és egy sorba helyeznek Buñuel egy évvel későbbi Andalúziai kutya című művével. A korabeli német cenzúra a filmet „brutális és demoralizáló” jelenetei miatt betiltotta, így az akkor nem kerülhetett közönség elé.

## Filmjei
- Sumurun (1920)
- Alt Heidelberg (1923)
- Ein Sommernachtstraum (1925)
- Geheimnisse einer Seele (1926)
- Naftalin (1927)
- Man steigt nach (1928)
- Mikosch rückt ein (1928)
- Rablótámadás (1928)
- Dein Schicksal (1928)
- Egy perdita naplója (1929)
- Pandora szelencéje (1929)
- Der Andere (1930)
- Zwei Krawatten (1930)
- Die Firma heiratet (1931)
- L’Atlantide (1932)
- Das Meer ruft (1933)
- Chu Chin Chow (1934)
- Oh, Daddy! (1935)
- Seven Sinners (1936)
- Take My Tip (1937)
- New Wine (1941)
- Holnap történt (1944)
- A Macomber-ügy (1947)